# Carl Fredrik von Burghausen
Carl Fredrik von Burghausen, född 20 mars 1811 på Koskis i Kyrkslätts socken, död 17 februari 1844 i Stockholm, var en svensk-finsk författare och journalist. Han var sonsons sonsons son till Herman von Burghausen.
Carl Fredrik von Burghausen var son till kaptenen vid arméns flotta Karl Gustav von Burghausen. Han var student vid universitetet Helsingfors 1832-1838, och blev därefter medarbetare vid Helsingfors morgonblad. Tillsammans med H. G. Piponius utgav han 1840 den litterära tidningen Wanadis - Dikt och sanning, av vilken dock endast en halv årgång utkom. 1841 överflyttade Burghausen till Stockholm, där han 1842 publicerade första delen av arbetet Stockholm, dess historia och topografi samt beskrifning etc.. Postumt utgavs 1853Bruno, novell, ett samarbete med Axel Gabriel Ingelius.